# I Kill People
I Kill People – drugi album kanadyjskiego komika Jona Lajoie.

## Lista utworów
1. I Kill People – 4:58
2. Listening to My Penis – 3:41
3. WTF Collective – 4:32
4. The Birthday Song – 2:11
5. Michael Jackson is Dead – 2:55
6. Alone in the Universe – 3:59
7. I Can Dance – 3:26
8. Slightly Irresponsible – 3:12
9. Nine to Five – 2:28
10. Chatroulette Song – 1:36
11. In Different Ways – 3:15
12. Mel Gibson's Love Song – 3:04
13. WTF Collective 2 – 4:01
14. Radio Friendly Song – 3:45